# Amden
Amden (gsw. Amde) – miejscowość i gmina we wschodniej Szwajcarii, w kantonie St. Gallen, w okręgu See-Gaster. Leży nad jeziorem Walensee.

## Demografia
W Amden mieszka 1 865 osób. W 2021 roku 11,9% populacji gminy stanowiły osoby urodzone poza Szwajcarią. 

## Transport
Przez teren gminy przebiega droga główna nr 429.